# Pelexia congesta
Pelexia congesta är en orkidéart som beskrevs av Oakes Ames och Charles Schweinfurth. Pelexia congesta ingår i släktet Pelexia och familjen orkidéer. Inga underarter finns listade i Catalogue of Life.